# Pomme (cantant)
Clara Pommet, coneguda com a Pomme (nascuda el 2 d'agost de 1996 a Décines-Charpieu, a la perifèria de Lió), és una cantautora i música francesa.
Va traure un primer extended play de quatre títols En Cavale l'any 2016, a continuació el seu primer àlbum, titulat À Peu Près, un any després, al 2017.
L'any 2020, el seu àlbum Les Failles és designat àlbum revelació de l'any a la 35a edició de les Victòries de la música. Obté la Victòria de la música com a artista femenina de l'any en la 36a edició.

## Biografia
Clara Pommet neix a Décines-Charpieu però creix a Caluire-et-Cuire, municipi francès de la metròpoli de Lió.
Aprèn solfeig a partir dels 6 anys, es va unir a un cor de nens, a l'edat de 7 anys i als 8 descobreix el violoncel. La seva mare, professora, toca la flauta travessera ; el seu pare, agent immobiliari, escolta Michel Polnareff, Serge Reggiani i Charles Aznavour ; i és el pare d'una amiga que la inicia al folk (Joan Baez i Joni Mitchell) i al country americans. Va estudiar la secundària a Lió a la Ciutat Escolar Saint-Exupéry, al barri de la Creu-Rousse.
Va fer en aquest període les seves primeres actuacions a bars lionesos, i va autoproduir un CD mentre que era en segon S'inicia a la composició de manera autodidacta i publica vídeos a la plataforma web YouTube.
L'any 2013, amb 17 anys, grava la cançó Okay en duo amb el cantant Matthieu Mendès i grava el seu primer clip. Als 19 anys, Pomme s'instal·la a París per tal de continuar els seus estudis a la facultat d'anglès però abandona per dedicar-se a la música. L'any 2016, treu un EP titulat En cavale que li permet actuar de primera mà amb Benjamin Biolay.
Al setembre 2017, a l'edat de 21 anys, va actuar per primera vegada quatre cops seguits a La Boule Noire a París. A l'octubre surt el seu primer àlbum de música francesa, titulat À Peu Près ; es debat entre pop i folk segons Salomé Rouzerol-Douglas de Figaro, és «alentador», esmenta Gilles Renault de Libération mentre Marie-Catherine Dimarts de RFI diu que la lletra no és massa convincent, però convida a ballar. Els periodistes de Libération i del Figaro destaquen la qualitat de les seves interpretacions en directe, durant les quals toca sobretot l'autoarpa i la guitarra.
Poma efectua la primera part de la gira d'Asaf Avidan a la tardor 2017. Farà sobretot la seva primera part sobre la gran escena de l'Olympia. Al febrer del 2018, es produeix al Cafè de la Dansa a París, després d'haver participat a les primeres parts de Louane i Vianney, a continuació puja sobre escena a La Cigale a mitjans 2018 i al Trianon al començament 2019.

Les cançons que escriu i compon — evoquen sovint l'amor, la mort i les situacions diàries que converteix al romanticisme. (Le Figaro),. L'amor, als seus textos, no és només heterosexual, sinó també lesbià ; consagra sobretot una cançó a l'actriu quebequesa Safia Nolin de la qual és l'excompanya. Explica a Télérama : 
| « | J’assume très naturellement mon homosexualité, par exemple en utilisant dans mes chansons des pronoms féminins. Et je crois que c’est important vu le nombre de messages de remerciement que je reçois. Ado, j’aurais aimé, moi aussi, pouvoir me reconnaître dans des chanteuses lesbiennes. | » |

 Assumeixo molt naturalment la meva homosexualitat, per exemple utilitzant a les meves cançons els pronoms femenins.
Al novembre del 2019, Pomme llança el seu segon àlbum Les Failles, del qual signa totes les cançons, i fa els cors amb Albin de la Simone. L'àlbum és certificat disc d'or el 18/09/2020. L'any 2020, aquest àlbum és reeditat sota el nom de Les Falles Cachées, i s'afegeixen quatre cançons suplementàries respecte a la primera versió El mateix any, una tercera versió veu la claror: Les Falles Cachées (versió de Halloween), on afegeix tres títols a la resta de l'àlbum, gràcies a un featuring amb Flavien Berger.
Al desembre 2019, la cantant Angèle fa un concert a Montreal. Convida Pomme i també Safia Nolin a pujar sobre escena. Les tres joves dones hi interpreten On brûlera (cançó de Pomme a l'àlbum À Peu Près), que denuncia la mirada de la societat de l'homosexualitat.
L'any 2020, Pomea assoleix les Victòries de la música 2020 a la categoria: àlbum revelació. El 20 d'abril, surt un EP efímer de cinc títols en anglès titulat Quarantine Phone Session, que preveu inicialment d'estar disponible únicament durant la durada del confinement.
Per a les eleccions municipals del 2020, publica un vídeo de suport a la llista Europa Ecologia Els Verds del seu municipi de naixement, Caluire-i-Coure.
Al febrer 2021, després del moviment #musictoo (denúncia de les violències sexistes al món de la música), publica un bitllet al blog de Mediapart titulat « D'allà on sóc, he decidit dir les coses ». Afirma haver estat « manipulada, assetjada moralment i sexualment » dels 15 als 17 anys
L'any 2021, Pomme és consagrada artista femenina de l'any a les Victòries de la música.

## Discografia

### Àlbums d'estudi
- 2017: À Peu Près (Si fa o no fa)
- 2019: Les Failles (Defectes)
- 2022 : Consolation
- 2024 : Saisons

### Reedició
- 2018 : À Peu Près (Deluxe)
- 2020 : Les Failles Cachées (Els defectes ocults)
- 2020 : Les Failles Cachées (Versió de Halloween)

### EP
- 2016 : En cavale
- 2018 : À Peu Près – Sessions montréalaises
- 2020 : Les Failles Cachées
- 2020 : Quarantine phone sessions

### Singles
- 2015 : J'suis pas dupe
- 2015 : En cavale
- 2015 : Je t'emmènerais bien
- 2015 : Jane & John
- 2017 : Même robe qu'hier
- 2017 : La lavande
- 2017 : De là-haut
- 2017 : A Lonely One
- 2017 : On brûlera
- 2017 : Pauline
- 2018 : À peu près
- 2019 : 2019
- 2019 : Je sais pas danser
- 2019 : Anxiété
- 2020 : Vide
- 2020 : Les Oiseaux
- 2020 : Grandiose
- 2020 : Chanson For My Depressed Love
- 2021 : À perte de vue
- 2024 : Ma meilleure ennemie

### Col·laboracions
- 2013 : Matthieu Mendès featuring Pomme - Okay
- 2016 : Cécile Corbel featuring Pomme - Entre ses bras
- 2018 : Ben Mazué featuring Pomme - J'attends
- 2018 : 39 Femmes featuring Pomme - Debout les femmes
- 2019 : TRENTE featuring Pomme & Safia Nolin - Sélection 46
- 2019 : Waxx featuring Pomme - Ghost
- 2019 : Safia Nolin featuring Pomme - Je serai (ta meilleure amie)
- 2020: Philémon Cimon featuring Pomme - La violence
- 2020 : Raphaël featuring Pomme - Le train du soir
- 2021 : Refuge featuring Pomme - 2K16
- 2021 : Terrenoire featuring Pomme - Ça va aller

### Participacions
- 2016 : We Love Disney 3 - Soleil brûlant
- 2018 : Héritage - Hommage à Félix Leclerc - Présence
- 2020: Songs for Australia - Big Jet Plane
- 2020 : De Béart à Béart(s) - Ceux qui s'aiment
- 2020 : Souvenirs d'été - Holidays
- 2020 : Good Night Songs For Rebel Girls - The Park

## Distincions

### Guardons
- Album révélation pour Les Failles à la 35a edició des Victoires de la musique
- Prix Francis-Lemarque de la révélation du Grand prix Sacem 2020
- Artista femenina de l'any, durant la cerimònia de les Victòries de la Música 2021.